# Spring Hill (Indiana)
Spring Hill es un pueblo ubicado en el condado de Marion, Indiana, Estados Unidos. Según el censo de 2020, tiene una población de 95 habitantes.
Forma parte del área metropolitana de Indianápolis.

## Geografía
La localidad está ubicada en las coordenadas 39°50′5″N 86°11′33″O / 39.83472, -86.19250. Según la Oficina del Censo de los Estados Unidos, Spring Hill tiene una superficie total de 0.28 km², correspondientes en su totalidad a tierra firme. Se sitúa en el centro del estado y está emplazada sobre la orilla norte del Rio Blanco.

## Demografía
Según el censo de 2020, hay 95 personas residiendo en Spring Hill. La densidad de población es de 339,29 hab./km². El 80.00% de la población son blancos, el 6.32% son afroamericanos, el 1.05% es asiático, el 3.16% son de otras razas y el 9.45% son de una mezcla de razas. Del total de la población, el 8.42% son hispanos o latinos de cualquier raza.